# 榆次站

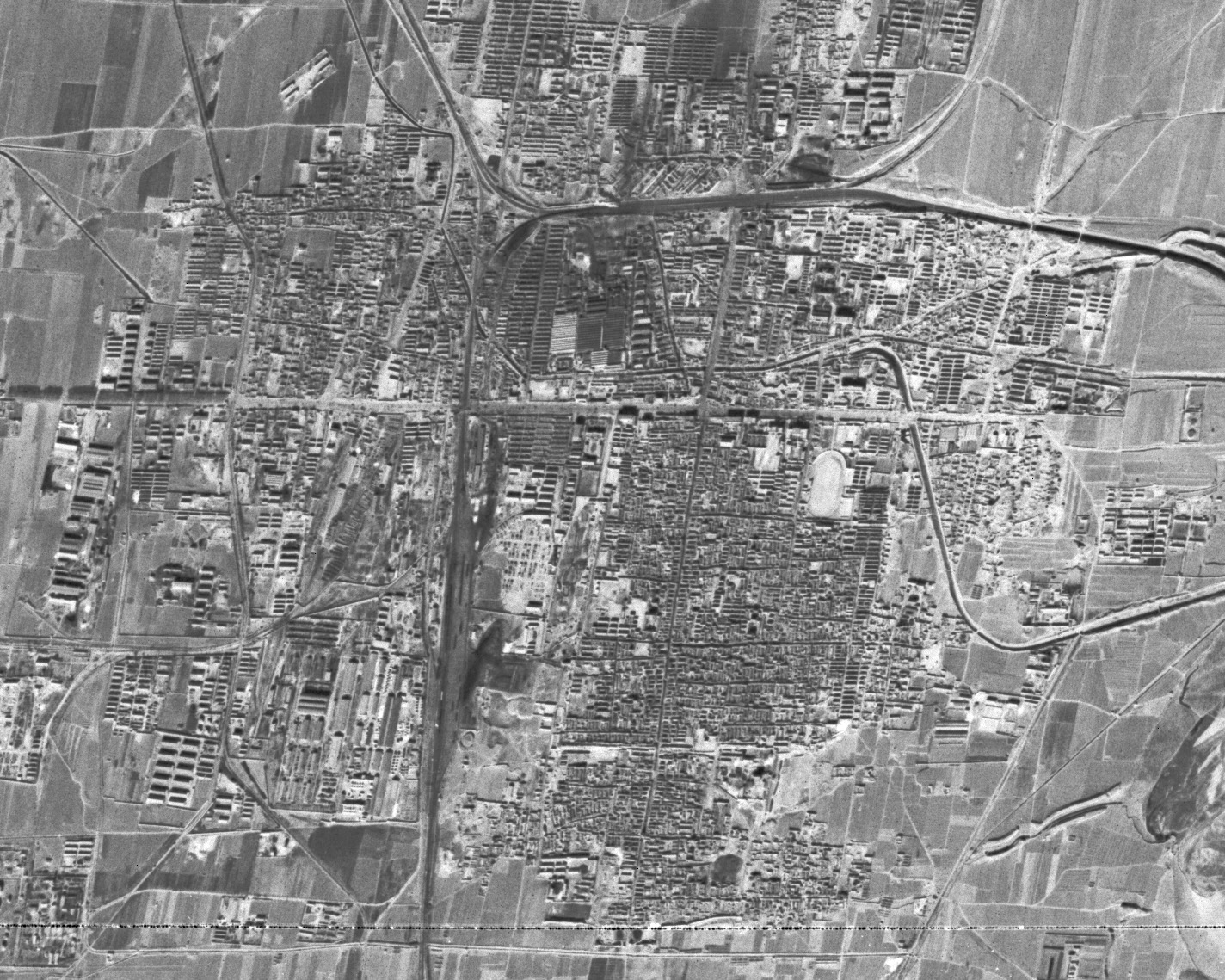
榆次老城区卫星图（1970年）：可见位于北关的石太铁路榆次北站和位于西关的同蒲铁路榆次西站

榆次站位于中华人民共和国山西省晋中市榆次区，处于石太铁路与同蒲铁路、太焦铁路交汇处，向北距离太原站27公里，是中国铁路太原局集团直属的一等站。

## 历史
位于榆次老城北关的石太铁路榆次县站建于1907年，1934年位于老城西关的窄轨同蒲铁路榆次县站建成通车，石太铁路榆次县站更名榆次北站。1940年日本占领当局又在原榆次县站以东、榆次北站南侧新建榆次西站，使其能与准轨榆次北站换装，旧榆次县站于1942年废弃。1978年11月，为解决旅客在榆次换乘困难问题，太原铁路局位于同蒲、石太交汇点东北处新建榆次新客站，1979年12月5日交付使用。

## 车站结构
榆次站共有7个车场，沿南同蒲线、石太线正线轴里程25.4千米，自北向南分别为纵列排布的出发场（Ⅱ场）、调车场（Ⅲ场）和到发场（Ⅳ场）、峰前到达场（Ⅰ场），以及榆次客场、西场和Ⅶ场（修文站）。车站另外下辖鸣李站，位于编组场北侧。

### 编组站
榆次编组站为太原铁路枢纽辅助编组站，规模二级四场。榆次编组站建于1978年，1982年投入使用，2011年扩建站场。主要编组车流包括：南仓、迎水桥、银川南、包头西、大保当站互编技术直达列车；石家庄南、良各庄、侯马北站互编直通列车；介休、长治北、榆林站互编区段列车；介休、长治北站互编摘挂列车；柳林南、清徐、太原北站互编小运转列车。
其中峰前到达场（Ⅰ场）负责各方向待编组列车的到达、推峰、解体作业，设有1条正线和8条到发线；出发场（Ⅱ场）主要负责石太上行、南同蒲下行、太焦线列车始发、中转任务，同时兼顾少量到达列车作业，设有1条正线和8条到发线；Ⅲ场为调车场，设有机械化驼峰一座、20条调车线、4条调车兼编发线，主要担当Ⅱ场、Ⅳ场始发列车编组任务和少量的列车甩挂作业；Ⅳ场为到发场，主要担负南同蒲上行、石太下行到达的无调列车及太中银、太北方向列车出发作业，设有1条正线和8条到发线。

### 客站

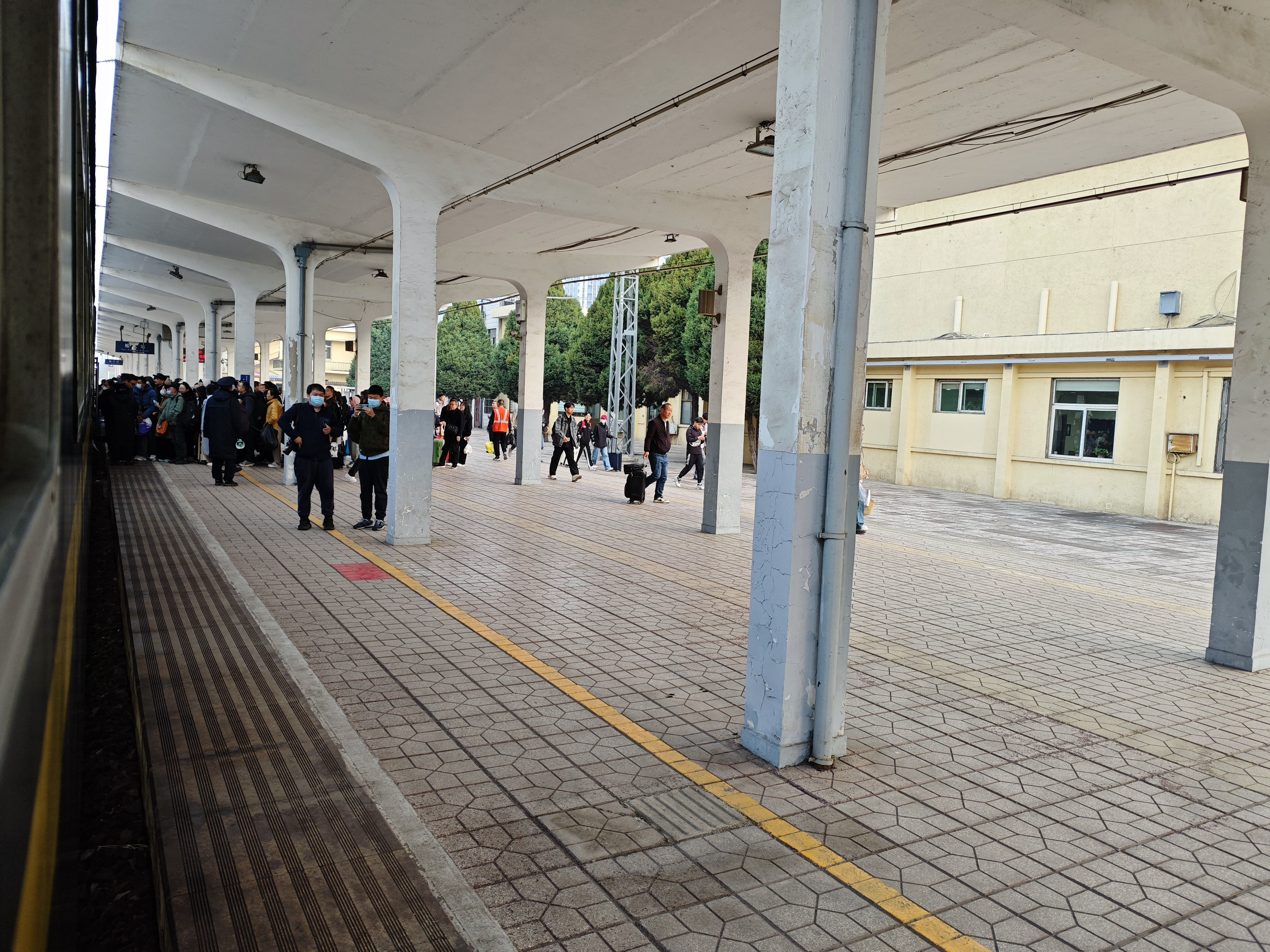
榆次站客场1站台

榆次站客场为客运站，建于1979年，主要担负南同蒲线、石太线、太焦线旅客列车的到发、旅客乘降、行包装卸及南同蒲线、石太线、太焦线货物列车的通过、会让任务，设有4条正线、1条到发线。

### 其他站场
榆次站西场位于老城西关，原名榆次西站，于1940年日本占领当局修建，1979年更名榆次站西场至今。为辅助编组场，主要担负石太、太焦、同蒲线及太中银线列车的到达、编解、摘挂，修文和榆次的转场业务。设有2条正线、7条到发线和5条调车线。
修文站（Ⅶ场）为货运站，主要担负南同蒲线、太焦线旅客列车的通过；南同蒲线、太焦线货物列车的通过、会让任务及本站货物列车的到发作业，设有2条正线、1条到发线。

## 旅客列车目的地
截至2025年7月，每日有16班旅客列车在榆次站办理客运业务。
| 列车所属路局 | 目的地                                                                                                  |
| ------------ | --- |
| 太原局集团   | 北京西、北京丰台、太原、临汾、运城、深圳东、长沙 韩城、大同、秦皇岛、九江、沁县（该列车实际运行至大平） |

## 車站周邊
- 晋华医院
- 中国农业银行晋中分行御璟支行
- 晋中艺术学校
- 晋中市商业银行迎宾支行
- 晋中市住房和城乡建设局
- 中国银行晋中迎宾街支行
- 汉庭酒店晋中迎宾街店
- 榆次区财政局
- 街心公园
- 中国农业银行滨河支行
- 交通银行新建路支行
- 中国移动榆次北城御景城市普通店
- 中国移动迎宾街欣泰指定专营店
- 晋中市国土资源局榆次分局